# فيكتوريا فورستر (لاعبة ألعاب قوى سلوفاكية)
فيكتوريا فورستر (من مواليد 8 أبريل 2002) هي لاعبة ألعاب قوى سلوفاكية في سباقات المضمار والميدان تتنافس دوليًا كعداءة سباقات سرعة وسباقات حواجز. وهي تحمل الرقم القياسي للسيدات السلوفاكية في سباق 60 متر حواجز، وسباق 100 متر حواجز، وسباق 100 متر.

## نشأتها
ولدت فورستر في 8 أبريل 2002 في قرية هرونيك القريبة من مدينة بريزنو. شاركت في البياتلون على غرار والدتها، لكنها تحولت إلى ألعاب القوى في سن 13 عامًا. درست في جامعة قسنطينة الفيلسوف بنيطرة لكنها علقت دراستها للتركيز على التحضير لدورة الألعاب الأولمبية الصيفية 2024 في باريس. مثلها الأعلى الرياضي هو العداءة الجامايكية شيلي آن فريزر برايس.

## مسيرتها الرياضية
حققت فورستر في البطولات السلوفاكية الداخلية في براتيسلافا، رقمًا قياسيًا جديدًا للسيدات السلوفاكيات في سباق 60 مترًا حواجز 8.03، متغلبة على الوقت الذي حققته ميريام بوبكوفا وهو 8.04 في عام 2008.
في أوائل عام 2023، حققت رقمين قياسيين للسيدات السلوفاكيات في سباق 100 متر حواجز، أولاً في نييريجيهازا ولاحقًا في جولدن سبايك أوسترافا. لرغبتها في الاستفادة من مستواها، تنافست فقط في هذا التخصص في بطولة أوروبا لألعاب القوى تحت 23 عامًا لعام 2023 في إسبو. ومع ذلك فقد فشلت في التأهل إلى الدور نصف النهائي بعد تعثرها في الحاجز الثامن. في اجتماع الرياضي لعام 2023 في بانسكا بيستريتسا، ركضت مسافة 100 متر في 11.26، متغلبةً على الرقم القياسي الوطني للسيدات البالغ 11.29 الذي حققته إيفا غليسكوفا في دورة الألعاب الأولمبية الصيفية لعام 1968.
في دورة الألعاب الجامعية الصيفية العالمية لعام 2021، فازت فورستر بسباق 100 متر حواجز بزمن قدره 12.72، محققة رقمًا قياسيًا سلوفاكيًا جديدًا، متغلبة على الرقم القياسي الخاص بها البالغ 12.82 من جولدن سبايك أوسترافا. كما أنها تأهلت لدورة الألعاب الأولمبية الصيفية 2024 بتجاوز عتبة 12.77. بالإضافة إلى ذلك، حصلت على المركز الثاني في سباق 100 متر بزمن قدره 11.34 ثانية.
في بطولة العالم لألعاب القوى 2023، عانى فورستر في سباق 100 متر حواجز، وفشل في التأهل إلى الدور نصف النهائي بزمن قدره 13.47.

## سجل المنافسة
| العام          | المسابقة                                       | المكان                  | المركز           | حدث                | ملاحظة               |
| تمثيل سلوفاكيا | تمثيل سلوفاكيا                                 | تمثيل سلوفاكيا          | تمثيل سلوفاكيا   | تمثيل سلوفاكيا     | تمثيل سلوفاكيا       |
| -------------- | ---------------------------------------------- | ----------------------- | ---------------- | ------------------ | -------------------- |
| 2018           | الألعاب الأولمبية للشباب                       | بوينس آيرس              | الرابع عشر       | 200م               | 24.86                |
| 2019           | مهرجان الشباب الأوروبي الأوليمبي               | باكو                    | السادس           | 100م               | 11.96                |
| 2019           | مهرجان الشباب الأوروبي الأوليمبي               | باكو                    | الرابع           | 200 م              | 24.47                |
| 2021           | بطولة العالم للشباب تحت 20 عامًا                | نيروبي                  | السادس           | 100 متر            | 11.54                |
| 2021           | بطولة العالم للشباب تحت 20 عامًا                | نيروبي                  | —                | 200 متر            | لم تبدأ              |
| 2021           | بطولة العالم للشباب تحت 20 عامًا                | نيروبي                  | السادس           | 100 متر حواجز      | استبعاد من النهائيات |
| 2022           | بطولة العالم لألعاب القوى داخل الصالات المغلقة | بلغراد                  | الحادي والثلاثين | 60 متر             | 7.35                 |
| 2022           | بطولة العالم لألعاب القوى داخل الصالات المغلقة | بلغراد                  | الرابع والعشرون  | 60 متر حواجز       | 8.22                 |
| 2022           | بطولة أوروبا                                   | ميونيخ                  | الثالث والعشرون  | 100 متر            | 11.72                |
| 2022           | بطولة أوروبا                                   | ميونيخ                  | الثالث والعشرون  | 100 متر حواجز      | 13.50                |
| 2023           | بطولة أوروبا لألعاب القوى داخل الصالات         | إسطنبول                 | الثاني والثلاثون | 60 متر             | 7.51                 |
| 2023           | بطولة أوروبا لألعاب القوى داخل الصالات         | إسطنبول                 | السادس والعشرون  | 60 متر حواجز       | 8.24                 |
| 2023           | بطولة أوروبا لألعاب القوى تحت 23 سنة           | إسبو                    | الثاني والعشرون  | 100 متر حواجز      | 13.69                |
| 2023           | بطولة أوروبا لألعاب القوى تحت 23 سنة           | إسبو                    | السابع           | 4 × 100 متر تتابع  | 45.06                |
| 2023           | ألعاب الجامعات العالمية                        | تشنغدو                  | المركز الثاني    | 100 متر            | 11.34                |
| 2023           | ألعاب الجامعات العالمية                        | تشنغدو                  | الأول            | 100 متر حواجز      | 12.72                |
| 2023           | بطولة العالم                                   | بودابست                 | الأربعون         | 100 متر حواجز      | 13.47                |
| 2024           | بطولة العالم للصالات                           | غلاسكو، المملكة المتحدة | السابع والثلاثون | 60 متر             | 7.35                 |
| 2024           | بطولة العالم للصالات                           | غلاسكو، المملكة المتحدة | الرابع عشر       | 60 متر حواجز       | 8.04                 |
| 2024           | بطولة أوروبا                                   | روما، إيطاليا           | السادس عشر       | 100 متر            | 11.50                |
| 2024           | بطولة أوروبا                                   | روما، إيطاليا           | الثامن           | 100 متر حواجز      | 13.25                |
| 2024           | الألعاب الأولمبية الألعاب                      | باريس، فرنسا            | السادسة          | 100 متر            | 11.44                |
| 2024           | الألعاب الأولمبية الألعاب                      | باريس، فرنسا            | السابعة          | سباق 100 متر حواجز | 12.88                |
| 2024           | نصب كاميلا سكوليموفسكا التذكاري                | خورزو، بولندا           | الثامنة          | سباق 100 متر حواجز | 13.26                |

## روابط خارجية
- فيكتوريا فورستر في اللجنة الأولمبية الدولية
- فيكتوريا فورستر في موقع أوليمبيديا